# باشگاه فوتبال کریفباس کریفیی ریه
باشگاه فوتبال کریفباس کریفیی ریه  (به اوکراینی: FK Кривбас Кривий Ріг) باشگاه فوتبال اوکراینی است که در شهر کریفیی ریه قرار دارد و هم‌اکنون در لیگ برتر فوتبال اوکراین بازی می‌کند.
این باشگاه در سال ۱۹۵۹ میلادی تأسیس شده‌است.

## افتخارات
- لیگ دسته اول فوتبال اوکراین 
  - قهرمان (۱): ۱۹۹۲
- جام حذفی فوتبال اوکراین
  - نایب قهرمان (۱): ۲۰۰۰